# A2 (Jamaica)
De A2 is een weg op Jamaica. De weg loopt vanaf Spanish Town, ten westen van de hoofdstad Kingston, langs de zuidkant van het eiland naar het westen. De weg eindigt in Negril. De A2 loopt door de plaatsen May Pen, Mandeville, Black River en Savanna-la-Mar.

## Kruisingen met andere A-wegen
- A1, in Spanish Town en Negril

T1 · T2 · T3
A1 · A2 · A3 · A4
B1 · B2 · B3 · B4 · B5 · B6 · B7 · B8 · B9 · B10 · B11 · B12 · B13